# 掌握学习
掌握学习（英語：Mastery Learning），又譯通達學習或精熟學習，是一种基于行为主义理论的教学模式，认定如果提供适当的学习条件，绝大多数儿童都能掌握学习内容。掌握学习是一种方法，要求学生证实他们已经熟练掌握了当前的学习目标，然后才能进入后继的学习目标。

教师对学生的评价更多地采用标准参照测验，而不是常模参照测验。